# Marble (Minnesota)
Marble è una città degli Stati Uniti d'America, situata in Minnesota, nella contea di Itasca.